# Kálmán Ihász
Kálmán Ihász, född 6 mars 1941 i Budapest, död 31 januari 2019 i Budapest, var en ungersk fotbollsspelare.
Ihász blev olympisk guldmedaljör i fotboll vid sommarspelen 1964 i Tokyo.